# Confederación Internacional del Trabajo
La Confederación Internacional del Trabajo (CIT), en inglés International Confederation of Labour (ICL), es una organización internacional que une a sindicatos de diferentes países. La tendencia en que se encuadran las organizaciones integrantes pertenece al anarcosindicalismo y al sindicalismo revolucionario.
Entre el 11 y 13 de mayo de 2018 se reúnen en Parma, Italia, diferentes organizaciones anarcosindicalistas y sindicalistas revolucionarias para recuperar los principios que vieron nacer a la AIT en 1864 y posteriormente en 1922. El congreso toman parte con acuerdos CNT, FAU, USI, FORA, IWW, IP y ESE.

## Objetivos de la CIT
El objetivo principal de la CIT es permitir que sus sindicatos compartan la organización de nuevas tácticas y estrategias. Por ejemplo, la organización de "huelgas salvajes, bloqueos de carretera y otros actos imaginativos de resistencia". Más específicamente, el Comité Organizador de Trabajadores Encarcelados de IWW (IWOC) ha sido un experimento de huelga en la prisión. En esta etapa, la CIT está tratando de ampliar sus miembros para incluir a Medio Oriente, América Central, América del Sur y África del Norte.

## Secciones de la CIT
Se denominan secciones a los sindicatos adheridos a la CIT. Actualmente, las secciones son las siguientes:
-  España: CNT Confederación Nacional del Trabajo
-  Italia: USI Unione Sindacale Italiana
-  Alemania: FAU Freie Arbeiter-Union
-  Polonia: IP Inicjatywa Pracownicza
-  Argentina: FORA Federación Obrera Regional Argentina
-  Grecia: Eλευθεριακή Συνδικαλιστική Ένωση (ΕΣΕ)
- IWW Industrial Workers of the World:

-  Estados Unidos- Canadá: IWW-NARA
-  Gales- Irlanda- Escocia- Inglaterra: IWW-WISERA